# Ceresium gracile
Ceresium gracile là một loài bọ cánh cứng trong họ Cerambycidae.